# Wurzelnder Wald-Hahnenfuß
Der Wurzelnde Wald-Hahnenfuß (Ranunculus serpens), auch Wurzelnder Hain-Hahnenfuß, oder Wurzelnder Hahnenfuß genannt, gilt bei manchen Autoren als Pflanzenart aus der Gattung Hahnenfuß (Ranunculus) in der Familie der Hahnenfußgewächse (Ranunculaceae).

## Beschreibung

### Vegetative Merkmale
Der Wurzelnde Hahnenfuß ist eine zweijährige krautige Pflanze, die Wuchshöhen von 10 bis 20 Zentimetern erreicht. Die Stängel sind zur Anthese schief aufsteigend und später niederliegend und sind dann bis zu 50 Zentimeter lang. Sie bilden in den Blattachseln Blattrosetten, die sich bewurzeln. Die Stängel sind im unteren Teil dicht waagrecht und rückwärts abstehend behaart.
Die grundständigen Laubblätter sind im Umriss fünfeckig; sie sind dreiteilig eingeschnitten, aber der Einschnitt geht nur bis zu zwei Dritteln oder weniger. Die Blätter sind gelbgrün und beiderseits abstehend und weich behaart. Die unteren Stängelblätter sind wie die grundständigen, die oberen sind mit schmalen Zipfeln bis zum Grund eingeschnitten.

### Generative Merkmale
Die Blütezeit ist Mai bis Juli. Je Stängel sind nur zwei oder drei Blüten vorhanden. Der Blütenstiel ist abstehend behaart und gefurcht.
Die zwittrige Blüte ist bei einem Durchmesser von 2 bis 3 Zentimetern radiärsymmetrisch und fünfzählig mit doppelter Blütenhülle. Der Blütenboden ist behaart. Die fünf Kelchblätter sind außen abstehend behaart und liegen den Kronblättern an. Die fünf Kronblätter sind dottergelb, oder manchmal orangefarben (bei Herbarbelegen verblasst die Farbe) und 9 bis 14 Millimeter lang.
In der Sammelnussfrucht befinden sich viele Früchtchen. Die Früchtchen sind rundlich, flach gedrückt und berandet. Der Fruchtschnabel ist 1,5 Millimeter lang, stark hakig und eingerollt.
Die Chromosomengrundzahl beträgt x = 8; es liegt Diploidie mit einer Chromosomenzahl von 2n = 16 vor.

## Ökologie
Damit es zur Befruchtung kommt muss immer obligate Fremdbefruchtung erforderlich. Die Bestäubung erfolgt immer durch Insekten. Als Belohnung für Bestäuber wird reichlich Pollen angeboten. Blütenökologisch handelt es sich um Blumen Scheibenblumen mit halbverborgenem Nektar, die Nektarien befinden sich an der Basis der Kronblätter. Bestäuber sind Syrphiden, Bienen sowie Falter.
Diasporen sind die Früchtchen.

## Vorkommen und Gefährdung
Für Ranunculus polyanthemos subsp. serpens gibt es Fundortangaben aus Spanien, Andorra, Frankreich, Korsika, Belgien, Luxemburg, den Niederlanden, Deutschland, Dänemark, Norwegen, Schweden, der Schweiz, in Österreich, Liechtenstein, Italien, Sardinien, Polen, Estland, Lettland, Litauen, die Slowakei, Kroatien, Slowenien, Albanien, Bulgarien, Rumänien, Nordmazedonien, Griechenland, Republik Moldau, Russland, Ukraine und Georgien.
Die Einstufung von Ranunculus polyanthemos subsp. serpens in der Roten Liste der gefährdeten Pflanzenarten Deutschlands nach Metzing et al. 2018 ist Kategorie 3 = „“gefährdet. In der Schweiz gilt er als „nicht gefährdet“.
Der Wurzelnde Hahnenfuß gedeiht in subalpinen, staudenreichen Bergmischwäldern auf sickerfrischen steinigen oder reinen Lehmböden. Er ist eine Charakterart des Aceri-Fagetum aus dem Verband Acer-Fagion, kommt aber auch in Pflanzengesellschaften des Verbands Adenostylion etwa im Alnetum viridis vor. In den Alpen steigt er bis zu einer Höhenlage von 2050 Metern auf.
Die ökologischen Zeigerwerte nach Landolt et al. 2010 sind in der Schweiz: Feuchtezahl F = 3w (mäßig feucht aber mäßig wechselnd), Lichtzahl L = 2 (schattig), Reaktionszahl R = 3 (schwach sauer bis neutral), Temperaturzahl T = 2+ (unter-subalpin und ober-montan), Nährstoffzahl N = 3 (mäßig nährstoffarm bis mäßig nährstoffreich), Kontinentalitätszahl K = 2 (subozeanisch).

## Taxonomie und botanische Geschichte
Die Erstveröffentlichung von Ranunculus serpens erfolgte 1789 durch Franz de Paula von Schrank in Baiersche Flora, Band 2, S. 101. Schrank schreibt: Herr Frölich hat ihn um Tegernsee an Gegenden, die oft von Waldbächen überschwemmt werden, gefunden. Entdeckt wurde sie also durch Alois von Frölich (1766–1841). Jedoch wurde sie schon früher beobachtet. So schreibt Caspar Bauhin 1620 in seinem Prodromos Theatri Botanici: Ranunculus montanus lanuginosus foliis ranunculi repentis: in altissimis montibus, ut in Belken Marchionatus reperitur. Sie wurde also am Belchen im Schwarzwald beobachtet, wo sie heute noch vorkommt.
Der Wurzelnde Hahnenfuß gilt bei manchen Autoren als Unterart Ranunculus polyanthemos subsp. serpens (Schrank) Baltisb. der Art Ranunculus polyanthemos L.. Dies ist 2015 der akzeptierte Name. Die Neukombination zu Ranunculus polyanthemos subsp. serpens (Schrank) Baltisb. wurde 1988 durch Matthias Baltisberger in Annales Botanici Fennici, Volume 25, S. 293 veröffentlicht. Weitere Synonyme für Ranunculus polyanthemos subsp. serpens (Schrank) Baltisb. sind: Ranunculus amansii Jord., Ranunculus crantzii Schur, Ranunculus mixtus Jord., Ranunculus nemorosus subsp. serpens (Schrank) Tutin, Ranunculus radicescens Jord., Ranunculus timbalii & Gaudefroy.